# فرانك رايلي
فرانك رايلي (بالإنجليزية: Frank Riley)‏‏ (8 يونيو 1915 في هيبينغ - 24 أبريل 1996 في مانهاتان بيتش، لوس أنجليس، كاليفورنيا) صحفي، وكاتب، وروائي، وكاتب خيال علمي من الولايات المتحدة.

## الجوائز
- جائزة هوغو لأفضل رواية